# Dahlewitz
Dahlewitz è una frazione del comune tedesco di Blankenfelde-Mahlow, nel Brandeburgo.

## Storia
Dahlewitz fu nominata per la prima volta nel 1305.
Nel 2003 il comune di Dahlewitz venne fuso con i comuni di Blankenfelde, Groß Kienitz e Mahlow, formando il nuovo comune di Blankenfelde-Mahlow.